# James Tague
James Thomas Tague (* 17. Oktober 1936 in Plainfield, Indiana; † 28. Februar 2014 in Bonham, Texas) war ein US-amerikanischer Autohändler, der zu den unmittelbaren Zeugen der Ermordung von John F. Kennedy gehörte. Er war – neben Kennedy und dem texanischen Gouverneur John Connally – eine der bei dem Attentat verletzten Personen.

## Leben
Tague begann ein Studium an der Purdue University, brach dieses aber und trat der United States Air Force bei. Er absolvierte dort eine medizinische Ausbildung und wurde später Autoverkäufer in Dallas, Texas.

## Kennedy-Attentat
Am 22. November 1963 fuhr Tague in die Innenstadt von Dallas, um mit seiner Freundin und zukünftigen Frau zu Mittag zu essen, als er in einen Stau geriet, der durch die Autokolonne des Präsidenten verursacht wurde, die auf der Elm Street nach Westen fuhr. Tague sagte später gegenüber der Warren-Kommission aus, dass er sein Auto daraufhin am nördlichen Bordstein der Commerce Street parkte, ausstieg und am Brückenpfeiler stand – an der Südkante der dreifachen Eisenbahnunterführung –, als er die Präsidentenlimousine sah und den ersten Schuss hörte.
Kurz darauf wurde Tague von dem Deputy Sheriff Eddy R. Walthers angesprochen, der Blutflecken auf Tagues rechter Wange bemerkt hatte. Die beiden Männer untersuchten dann das Gebiet und entdeckten im oberen, geschwungenen Teil des südlichen Bordsteins der Main Street eine „sehr frische Narbe“, die ihrer Meinung nach darauf hindeutete, dass dort eine Kugel eingeschlagen war. Die dadurch aus dem Bordstein herausgelösten Betonsplitter hatten Tague offenbar getroffen.
Der betreffende Teil des Bordsteins wurde erst im August 1964 herausgeschnitten, nachdem Tague die Behörden wiederholt daran erinnert hatte. Er befindet sich heute im Nationalarchiv in Washington, D.C.
James Tague wurde am 28. Juli 1964 von der Warren-Kommission befragt und gab an, er sei durch den zweiten Schuss verwundet worden. Auf die Frage, woher die Schüsse kamen, sagte er aus, sie kamen „from my left ... by the, whatever you call the monument“ („von meiner Linken ... bei dem, wie auch immer Sie das Denkmal nennen“). Gemeint ist das Gebiet des Denkmals der Nord-Pergola, das sich auf dem nördlichen Grashügel befindet, mehrere hundert Meter westlich vom Texas School Book Depository. Von dort hatte angeblich Lee Harvey Oswald geschossen.
Nach dem Abschlussbericht der Warren-Kommission ergaben forensische Tests des FBI, dass die Einschlagstelle der abgesplitterten Kugel keine eingebetteten Kupfermetallrückstände enthielt. Sie stammte somit nicht von „an unmutilated military full metal-jacketed bullet such as the bullet from Governor Connally's stretcher“ („einem unverstümmelten militärischen Vollmetall-Geschoss wie jene Kugel, die Gouverneur Connally traf“).
2003, vierzig Jahre nach dem Attentat, veröffentlichte Tague ein Buch mit dem Titel Truth Withheld (Die Wahrheit vorenthalten), in dem er seine Erlebnisse während und nach dem Attentat beschreibt. 2013 folgte ein zweites Buch, in dem behauptet wird, dass Vizepräsident Lyndon B. Johnson und seine Mitarbeiter an der Ermordung beteiligt waren.

## Veröffentlichungen
- Truth Withheld: A Survivors Story – Why We Will Never Know the Truth About the JFK Assassination, Excel Digital Press Inc 2003; ISBN 978-0971825475
- LBJ and the Kennedy Killing, Trine Day, 2013, ISBN 978-1937584740 (Google books)